# Arrest Sneeuwballende kinderen
Sneeuwballende kinderen (HR 12 november 2004, NJ 2005/138) is een arrest van de Nederlandse Hoge Raad inzake aansprakelijkheid van ouders voor hun kinderen en de uitleg van artikel 6:169, eerste lid, BW.

## Casus en procesverloop
De vijfjarige Jarrin staat onder het ouderlijk gezag van de verweerders in cassatie (verder: C c.s.). De negenjarige Lisa staat onder het ouderlijk gezag van de eisers in cassatie (verder: A c.s.). Op 12 januari 1999 zijn Jarrin, Lisa en andere kinderen aan het spelen in de sneeuw in een speeltuin in hun woonplaats. Op enig moment gooit Jarrin een sneeuwbal in de richting van Lisa, die haar in het gezicht raakt. Lisa heeft Jarrin vervolgens op de grond geduwd, ten gevolge waarvan Jarrin letsel heeft opgelopen dat bestond uit "een infarct van de lenskern links door traumatische afscheuring van een lentrostratiaal vat waardoor een hemiparese rechts ontstond".
In hun hoedanigheid van wettelijk vertegenwoordiger van Jarrin dagvaarden C c.s. de ouders van Lisa, A c.s., en vorderen een verklaring voor recht dat A c.s. aansprakelijk zijn en gehouden zijn de schade die Jarrin ten gevolge van het ongeval heeft geleden en nog zal lijden te vergoeden, en een veroordeling van A c.s. tot vergoeding van die schade, op de grond dat Lisa onrechtmatig heeft gehandeld jegens Jarrin door Jarrin op de grond te werpen.
De rechtbank heeft voor recht verklaard dat A c.s. aansprakelijk zijn voor de door Jarrin ten gevolge van het ongeval geleden en nog te lijden schade en heeft hen veroordeeld tot vergoeding van die schade. Het hof heeft het vonnis van de rechtbank bekrachtigd. A c.s. stellen beroep in cassatie in bij de Hoge Raad.

## Wettelijk kader
Artikel 6:164 van het Burgerlijk Wetboek luidt:

Een gedraging van een kind dat de leeftijd van veertien jaren nog niet heeft bereikt, kan aan hem niet als een onrechtmatige daad worden toegerekend.

Artikel 6:169, eerste lid, van het Burgerlijk Wetboek luidt:

Voor schade aan een derde toegebracht door een als een doen te beschouwen gedraging van een kind dat nog niet de leeftijd van veertien jaren heeft bereikt en aan wie deze gedraging als een onrechtmatige daad zou kunnen worden toegerekend als zijn leeftijd daaraan niet in de weg zou staan, is degene die het ouderlijk gezag of de voogdij over het kind uitoefent, aansprakelijk.

## Beoordeling door de Hoge Raad
A c.s. bestrijden in cassatie de opvatting van het hof dat Lisa onrechtmatig heeft gehandeld. Zij stellen daartoe dat in een situatie van kinderlijke interactie "een op kinderen toegesneden zorgvuldigheidsnorm geldt die afwijkt van — dat wil zeggen minder streng is dan — de zorgvuldigheidsnorm die tussen volwassenen geldt". A c.s. zijn de opvatting toegedaan dat degene die het ouderlijk gezag of de voogdij over het kind uitoefent, slechts ingevolge art. 6:169 lid 1 BW aansprakelijk is, "indien de gedraging van het kind een aan het kind toe te rekenen onrechtmatige daad zou hebben opgeleverd indien het kind ten tijde van deze gedraging de leeftijd van veertien jaren of ouder zou hebben gehad".
De Hoge Raad verwerpt deze opvatting als onjuist:

De art. 6:164 en 169 lid 1 BW zijn te beschouwen als complementaire bepalingen. Enerzijds bepaalt art. 6:164 dat de gedraging van een kind dat de leeftijd van veertien jaren nog niet heeft bereikt, hem niet als een onrechtmatige daad kan worden toegerekend, anderzijds roept art. 6:169 lid 1 een risico-aansprakelijkheid in het leven voor de ouder of voogd voor diezelfde gedraging, indien aan de vereisten die deze bepaling stelt, is voldaan. Hiermee zou niet stroken, zoals de opvatting van het middel zou meebrengen, dat er een categorie gevallen zou zijn waarin noch de ouders of de voogd noch het kind aansprakelijk zouden zijn, namelijk de categorie waarin bij hantering van een op de (hypothetische) leeftijd van een kind van veertien jaren of ouder toegesneden zorvuldigheidsnorm geoordeeld zou moeten worden dat ter zake van een bepaalde gedraging geen sprake is van een toerekenbare onrechtmatige daad, ofschoon bij hantering van een zorgvuldigheidsnorm waarbij geen rekening zou worden gehouden met die (jeugdige) leeftijd wel sprake zou zijn van een toerekenbare onrechtmatige daad.

Aangenomen moet worden, aldus de Hoge Raad met een beroep op de wetsgeschiedenis, "dat de in [artikel] 6:169 bedoelde hypothetische maatstaf meebrengt dat beoordeeld moet worden of de gedraging een toerekenbare onrechtmatige daad zou hebben opgeleverd, indien deze was verricht door een volwassene en dat daarbij dus volledig geabstraheerd wordt van de jeugdige leeftijd van het kind dat de gedraging heeft verricht".

## Relevantie
In dit arrest maakt de Hoge Raad op ondubbelzinnige wijze duidelijk, dat de maatstaf "als zijn leeftijd daaraan niet in de weg zou staan" in artikel 6:169 BW betekent dat volledig van de jeugdige leeftijd van de laedens moet worden geabstraheerd, en aldus bij de beoordeling van de vraag of de ouders of voogd aansprakelijk is moet worden bekeken of de gedraging onrechtmatig was indien deze door een volwassene zou zijn verricht.